# Bibiro Ali Taher
Bibiro Ali Taher (sinh ngày 24 tháng 4 năm 1988) là một vận động viên chạy đường dài Chad. Cô chuyển từ Chad đến Pháp khi năm tuổi và tham gia môn điền kinh năm bảy tuổi ở Calvados, Pháp. Cô đã tham gia Thế vận hội Mùa hè 2016 nội dung 5000 mét nhưng đã không hoàn thành cuộc đua của mình. Cô là người mang cờ cho Chad tại cuộc diễu hành của các quốc gia.

## Thơ ấu
Bibiro Ali Taher chuyển cùng cha mẹ từ Chad đếnHérouville-Saint-Clair, Normandy, Pháp, khi cô 7 tuổi. Khi cô 20 tuổi, cô bắt đầu theo đuổi môn điền kinh, ban đầu tại một trường đại học ở Saint-Michel và sau đó chuyển đến Sotteville-lès-Rouen nơi cô được cấp học bổng thể thao. Trong khi theo đuổi sự nghiệp điền kinh của mình, Taher trở thành tiếp viên cho Air France.

## Sự nghiệp thể thao
Điều này thu hút sự chú ý của các quan chức thể thao Chad, người đã sắp xếp cho Taher đến thăm các cơ sở đào tạo ở Kenya mỗi năm một lần trong sáu năm sau đó. Điều này có nghĩa là cô ấy có thể tập luyện cùng với các vận động viên chạy cự ly trung bình ở Kenya.
Taher là người cầm cờ cho đội Chad tại Thế vận hội 2016, với đội tuyển bao gồm cô và Bachir Mahamat. Cô đã tham gia thi đấu nội dung 5000 mét vào ngày 16 tháng 8 tại vòng loại trực tiếp thứ hai. Một sai lầm là cô đã không hoàn thành cuộc đua của mình; Taher vượt lên hàng trên từ vòng thứ hai đến vòng cuối cùng và nghe thấy tiếng chuông chỉ vòng đua cuối cùng cho các vận động viên vượt cô một vòng. Cô nhầm tưởng chiếc chuông chỉ ra rằng đó là vòng đua cuối cùng của mình và dừng lại sau 400 mét. Như vậy, cô đã không hoàn thành cuộc đua của mình. Sau đó, cô nói trong một cuộc phỏng vấn: "Tôi đã làm mọi thứ có thể. Tôi làm việc đến điên trong mười hai tháng qua. Tôi không hối tiếc, nhưng tôi đã rơi nước mắt vì tôi muốn rời khỏi Rio với một kỷ lục mới."